# أوتافيو أليسي
أوتافيو أليسي (بالإيطالية: Ottavio Alessi)‏ هو كاتب سيناريو ومخرج وممثل إيطالي (وحمل سابقاً جنسية مملكة إيطاليا)، ولد في 1919 في كاماراتا في إيطاليا، وتوفي في 26 أبريل 1978.

## وصلات خارجية
- أوتافيو أليسي على موقع IMDb (الإنجليزية)
- أوتافيو أليسي على موقع ألو سيني (الفرنسية)
- أوتافيو أليسي على موقع أول موفي (الإنجليزية)
- أوتافيو أليسي على موقع قاعدة بيانات الأفلام السويدية (السويدية)
- أوتافيو أليسي على موقع قاعدة بيانات الفيلم (الإنجليزية)
- أوتافيو أليسي على موقع كينوبويسك (الروسية)